# Iglesia de Maria Santissima Assunta in Cielo
La iglesia de María Santísima Asunta al Cielo (en italiano: chiesa di Maria Santissima Assunta in Cielo) es un edificio destinado al culto católico de la ciudad de Nápoles, Italia. Está localizada en el barrio de Miano, en la zona norte de la ciudad.

## Historia y descripción
Aparece documentada desde 1542, más probablemente fue fundada en el siglo XIII. La fachada, renovada en el siglo XIX en estilo neoclásico, se desarrolla en dos órdenes y conserva la portada de roca piperno del siglo XVI. A los lados de esta última, se abren dos nichos que albergan las estatuas de estuco de los santos Pedro y Pablo y, por encima de ella, se encuentra un medallón con Nuestra Señora de la Asunción, también de estuco. 
Presenta una planta con tres naves con un transepto, rematado por una cúpula, y el ábside. Las bóvedas y la cúpula fueron pintadas al temple por el pintor local Gaetano Bonetti, entre los años 1920 y 1930. Destacan los altares realizados en mármoles polícromos del siglo XVIII; por encima del altar mayor se encuentra un templete que alberga una estatua de madera de Nuestra Señora de la Asunción (siglo XVIII). Otra pieza notable es el tabernáculo renacentista de mármol blanco (siglo XVI), decorado con un bajorrelieve con los símbolos de la Pasión y pequeñas cabezas de ángeles.
A través de una portada del siglo XVIII, en la nave derecha, se accede al antiguo Oratorio de la Hermandad del Santísimo Sacramento (siglo XVII). Consta de una sala rectangular, adornada con estucos rococó en las bóvedas y las paredes. Se pueden admirar dos grandes frescos (Jesús en el Huerto y La última cena), obras de Pietro Malinconico (1807), al que se puede atribuir también la autoría del lienzo del ábside.